# Piazzole
Piazzole (in corso E Piazzole) è un comune francese di 47 abitanti situato nel dipartimento dell'Alta Corsica nella regione della Corsica.

## Società

### Evoluzione demografica
Abitanti censiti